# Ichneumon pseudomaius
Ichneumon pseudomaius är en stekelart som beskrevs av Heinrich 1961. Ichneumon pseudomaius ingår i släktet Ichneumon och familjen brokparasitsteklar. Inga underarter finns listade i Catalogue of Life.